# Národní shromáždění Srbské republiky
Národní shromáždění Srbské republiky (srbsky Narodna skupština Republike Srbije) je jednokomorový zákonodárný orgán v Srbsku, který sídlí na Náměstí Nikoly Pašiće v Bělehradě. Celkem v něm zasedá 250 poslanců, kteří jsou voleni na základě poměrného volebního systému na čtyřleté volební období.